# Complicated (Tanya Tucker)
Complicated è un album in studio della cantante di musica country statunitense Tanya Tucker, pubblicato nel 1997.

## Tracce
1. Ridin' Out the Heartache (Cathy Majeski, Sunny Russ, Stephony Smith) – 3:55
2. Little Things (Michael Dulaney, Steven Dale Jones) – 4:03
3. It Hurts Like Love (Chuck Jones, Deborah Allen) – 3:29
4. I Don't Believe That's How You Feel (Harlan Howard, Kostas) – 3:36
5. By the Way (Smith, Majeski) – 3:16
6. Love Thing (Bill LaBounty, Delbert McClinton) – 3:48
7. Wishin' It All Away (Amanda Hunt-Taylor, Michael Lunn) – 4:25
8. Complicated (LaBounty, Pat McLaughlin) – 3:40
9. All I Have to Offer You Is Love (Craig Wiseman, Alisa Carroll) – 4:44
10. What Your Love Does for Me (Austin Cunningham, Russ) – 3:49
11. You Don't Do It (Al Anderson, Troy Seals) – 3:25